# ابن الصوري
رشيد الدين بن أبي الفضل بن علي الصوري، نسبة إلى مدينة صور  على الساحل اللبناني، طبيب وعالم نبات، ولد في صور  سنة 573 هـ ونشأ فيها. ثم انتقل إلى بيت المقدس، واتصل فيها بالملك العادل الأيوبي الذي أدخله في خدمته. واتصل من بعده بابنه الملك المعظم، ثم بالملك الناصر الذي عينه رئيساً للأطباء.
انتقل ابن الصوري بعد ذلك إلى دمشق وبها اشتهر وعاش بقية حياته إلى أن توفي في دمشق سنة 639 هـ. ترجم له ابن أبي أصيبعة الدمشقي، وأشار إلى أنه كان مولعاً بالتنقيب عن الحشائش وأنواع النبات، مدققاً في وصفها، لا يكتفي بنعتها وتحديدها. وترك من المصنفات (الأدوية المفردة) و(التاج).